# The Sound of the Wide Open Spaces!!!!
The Sound of the Wide Open Spaces!!!! — дебютний студійний альбом американського джазового тенор-саксофоніста/флейтиста Джеймса Клея і другий альбом Девіда «Фетгед» Ньюмена, випущений у 1960 році лейблом Riverside.

## Опис
На своєму дебютному альбомі Джеймс Клей (одному з двох, які він встиг записати, перед тим як переїхав до Далласа на 30 років) грає зі своїм колегою техаським тенор-саксофоністом Девідом «Фетгед» Ньюменом, піаністом Вінтоном Келлі, басистом Семом Джонсом і ударником Артуром Тейлором. Продюсером альбом виступив Кеннонболл Еддерлі, який основний акцент зробив на духових, особливо це помітно на блюзі Бабса Гонсалеса «Wide Open Spaces». Клей грає на флейті лише на стандарті «What's New». 
Альбом вийшов у серії «A Cannonball Adderley Presentation». Цей альбом на Riverside був перевиданий у 1980-х у серії Original Jazz Classics.

## Список композицій
1. «Wide Open Spaces» (Бабс Гонсалес) — 12:08
2. «They Can't Take That Away from Me» (Джордж Гершвін, Айра Гершвін) — 6:34
3. «Some Kinda Mean» (Кітер Беттс) — 6:35
4. «What's New?» (Джонні Берк, Боб Гаггарт) — 5:46
5. «Figger-Ration» (Бабс Гонсалес) — 8:51

## Учасники запису
- Джеймс Клей — тенор-саксофон (1—3, 5), флейта (4)
- Девід «Фетгед» Ньюмен — тенор-саксофон
- Вінтон Келлі — фортепіано
- Сем Джонс — контрабас
- Артур Тейлор — ударні

Технічний персонал
- Джуліан «Кеннонболл» Еддерлі — продюсер
- Джек Хіггінс — інженер
- Кен Дердофф — дизайн (обкладинка)
- Лоуренс Н. Шустак — фотографія
- Оррін Кіпньюс — текст